# Ljusnarsberg
Ljusnarsberg è un comune svedese di 4 941 abitanti, situato nella contea di Örebro. Il suo capoluogo è la cittadina di Kopparberg.

## Località
Nel territorio comunale sono comprese le seguenti aree urbane (tätort):
- Kopparberg
- Ställdalen

## Amministrazione

### Gemellaggi
- Lapinlahti
- Aars
- Sunndalsøra